# 46691 Ghezzi
46691 Ghezzi este o planetă minoră (asteroid) din centura de asteroizi. A fost descoperită pe 30 ianuarie 1997 la osservatorio astronomico di Sormano⁠(d) de  și a fost numită după Pierangelo Ghezzi⁠(d). 
Obiectul prezintă o orbită caracterizată de o semiaxă mare de 2,333238803723 UAi, o excentricitate de 0,15104285932813, o înclinație de 1,4000323529122 ° în raport cu ecliptica.